# Đài thiên văn Green Bank
Đài thiên văn Green Bank là một tổ chức tư nhân đã điều hành Kính viễn vọng Green Bank vào tháng 10 năm 2016.